# Oleg Mutu
Oleg Mutu (ur. w 1972 w Kiszyniowie) – rumuński operator i producent filmowy.
W 2004 roku na Międzynarodowym Festiwalu Filmowym w Indianapolis (Indianapolis International Film Festival) zdobył Nagrodę Specjalną Jury za zdjęcia do filmu Stuff That Bear!.

## Wybrana filmografia
- 2003: Stuff That Bear!
- 2005: Śmierć pana Lăzărescu (Moartea domnului Lăzărescu)
- 2007: 4 miesiące, 3 tygodnie i 2 dni (4 luni, 3 săptămâni și 2 zile)
- 2012: Za wzgórzami (După dealuri)
- 2016: Zjednoczone stany miłości (United States of Love)